# من یه پسر تور کردم (آهنگ گرلز جنریشن)
من یه پسر تور کردم آهنگی از گروه کره ای دخترانهٔ گرلز جنریشن است. این تک‌آهنگ متعلق به چهارمین آلبوم استدیویی گروه با همین نام است. این آهنگ در ۱ ژانویهٔ ۲۰۱۳ توسط اس.ام. انترتینمنت و کی‌تی میوزیک منتشر شد. یو یانگ-جین و ویل سیمز تهیه‌کنندگان این آهنگ هستند. «من یه پسر تور کردم» به عنوان ترکیبی از ژانرهای مختلف از جمله بابلگام پاپ، پاپ رقصی و الکتروپاپ توصیف شده‌است.
«من یه پسر تور کردم» در داخل کشور بسیار موفق بود، کار خود را در فهرست تک‌آهنگ دیجیتال گائون از رتبهٔ نخست آغاز کرد و در سال ۲۰۱۳ بیش از ۱٫۳ میلیون نسخه دیجیتال در کره جنوبی فروخت. در سطح بین‌المللی، این آهنگ به‌طور کلی نظر مثبت منتقدان موسیقی را جلب کرد که صدای متنوع این ترانه را تحسین می‌کردند و آن را «پدیده ای» نامیدند که می‌توانست خوانندگان مشهور غربی مثل کتی پری یا وان دیرکشن را به چالش بکشد. این ترانه در فهرست 100 آهنگ برتر ژاپن در رتبهٔ ۹۸ام و در فهرست آهنگ‌های برتر دنیا در رتبهٔ سوم قرار گرفت.

این نماهنگ به دلیل سبک مد زرق وبرق دار، به ویژه در صحنه‌ای که در آن گرلز جنریشن می‌رقصند، ستایش شد.

نماهنگ این ترانه در ماه اکتبر ۲۰۱۲ فیلمبرداری شد. این نماهنگ رقص‌های الهام گرفته از هیپ هاپ را، که توسط طراح رقص مشهور آمریکایی نپی‌تبز طراحی شده بود، شامل می‌شد. این موزیک ویدیو جایزهٔ موزیک ویدیوی سال را از جشنوارهٔ یوتیوب در سال ۲۰۱۳ دریافت کرفت و گوی رقابت را از رقیبانی چون سای و جاستین بیبر ربود. این موضوع باعث جلب توجهٔ رسانه‌ها به این گروه شد؛ زیر در مقایسه با دیگر رقیبان، گرلز جنریشن کمتر شناخته شده بود. این ویدیو شش روز پس از انتشارش بیش از ۲۰ میلیون بار در پایگاه یوتیوب دیده شد و سریعترین گروهی شد که به این میزان بازدید دست می‌یابد. در نوامبر سال ۲۰۱۷ این تعداد از ۲۰۰ میلیون بار نیز بیشتر شد و از تک آهنگ «وای» که بیشتر شناخته شده‌است، نیز جلو زد. تا ژوئن سال ۲۰۱۹ این نماهنگ بیش از ۲۱۹ میلیون بار در یوتیوب دیده شده‌است.